# Municipio de Prairie (condado de Searcy)
El municipio de Prairie (en inglés: Prairie Township) es un municipio ubicado en el condado de Searcy en el estado estadounidense de Arkansas. En el año 2010 tenía una población de 550 habitantes y una densidad poblacional de 5,33 personas por km².

## Geografía
El municipio de Prairie se encuentra ubicado en las coordenadas 36°3′55″N 92°53′29″O / 36.06528, -92.89139. Según la Oficina del Censo de los Estados Unidos, el municipio tiene una superficie total de 103.11 km², de la cual 103,06 km² corresponden a tierra firme y (0,05 %) 0,05 km² es agua.

## Demografía
Según el censo de 2010, había 550 personas residiendo en el municipio de Prairie. La densidad de población era de 5,33 hab./km². De los 550 habitantes, el municipio de Prairie estaba compuesto por el 95,45 % blancos, el 1,64 % eran amerindios, el 0,91 % eran de otras razas y el 2 % eran de una mezcla de razas. Del total de la población el 2,36 % eran hispanos o latinos de cualquier raza.